# Crkva sv. Stjepana kod Drašnica
Crkva sv. Stjepana iznad sela Drašnica, općina Podgora, zaštićeno kulturno dobro.

## Opis dobra
Crkva sv. Stjepana izgrađena je na brdu Kolednik iznad Drašnica. Crkva je jednobrodna s pravokutnom apsidom. Već odavno napuštena, izgorila je u požaru 1980. g. Na zapadnom pročelju su ulazna vrata s glatkim kamenim okvirom i nad njima manji kvadratni prozor, a u zabatu lučna kamena preslica ukrašena plitkim reljefima. Lađa je bila pokrivena otvorenim dvostrešnim krovištem dok kvadratična apsida ima bačvasti svod. Uza istočni zid crkve prislonjen je zidani oltar s kamenom menzom. Građevina ima odlike atrofiranog provincijalnog baroka 17. – 18. st. U pročelje crkve bio je uzidan natpis iz 15. st. kojeg je na putu u Dubrovnik 1466. godine dao uklesati herceg Stjepan Vukčić Kosača. Natpis se nalazi u MHAS-u u Splitu.

## Zaštita
Pod oznakom Z-4792 zavedena je kao nepokretno kulturno dobro - pojedinačno, pravna statusa zaštićena kulturnog dobra, klasificirano kao "sakralna graditeljska baština".